# Старый город (Цюрих)

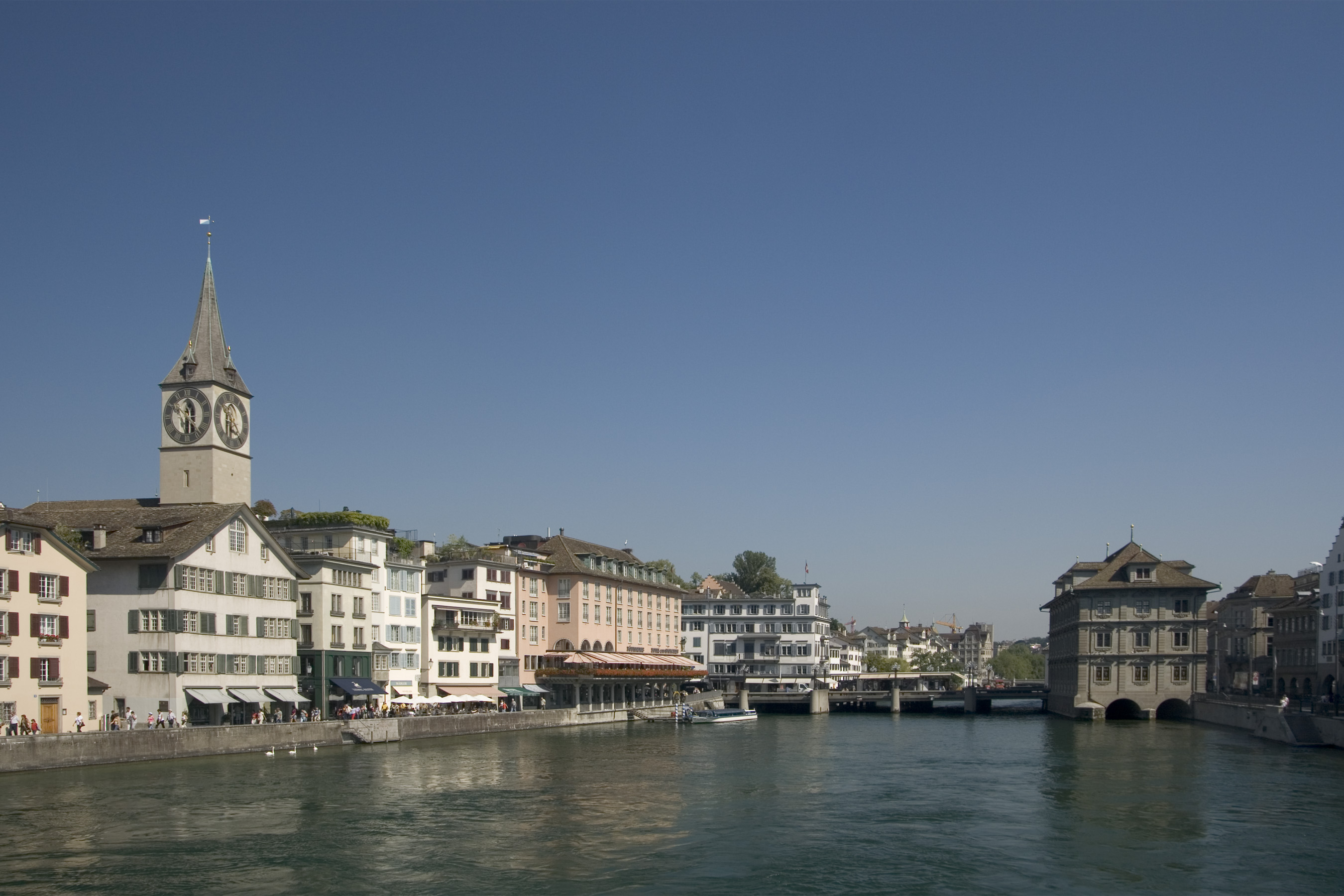
Церковь Св. Петра в Старом городе

Старый город (Альтштадт, нем. Altstadt) в Цюрихе (47°22′12″ с. ш. 8°32′31″ в. д.) — городской округ № 1, имеющий площадь 1,8 км² и охватывающий всю историческую часть города Цюриха.
До 1893 года, когда к нему были присоединены соседние коммуны, являющиеся сейчас городскими округами № 2 — № 12, границы муниципалитета Цюрих соответствовали границам данного округа.
Население Старого города по состоянию на 31 декабря 2005 года составляло 5 572 жителя, что соответствует 1,5 % всего населения Цюриха.

## Административное деление
Исторически Старый город делится на Маленький город на левом берегу реки Лиммат и Большой город на правом берегу. Административно Старый город как городской округ с 1971 года подразделяется на 4 района: Ратхауз («Ратуша»), Хохшулен («Университет»), Линденхоф и Сити («Город»).
Район Линденхоф является историческим центром, с которого началось развитие города. На месте нынешнего района Линденхоф существовало римское укрепление, затем средневековый замок франкского королевства Каролингов, а позже именно в этом месте возник свободный имперский город Цюрих. Линденхоф и Ратхауз соответствуют историческим частям средневекового города на восточном берегу Лиммата, в то время как Город и Хохшулен включают городские постройки к западу и к востоку от средневековых городских стен соответственно.

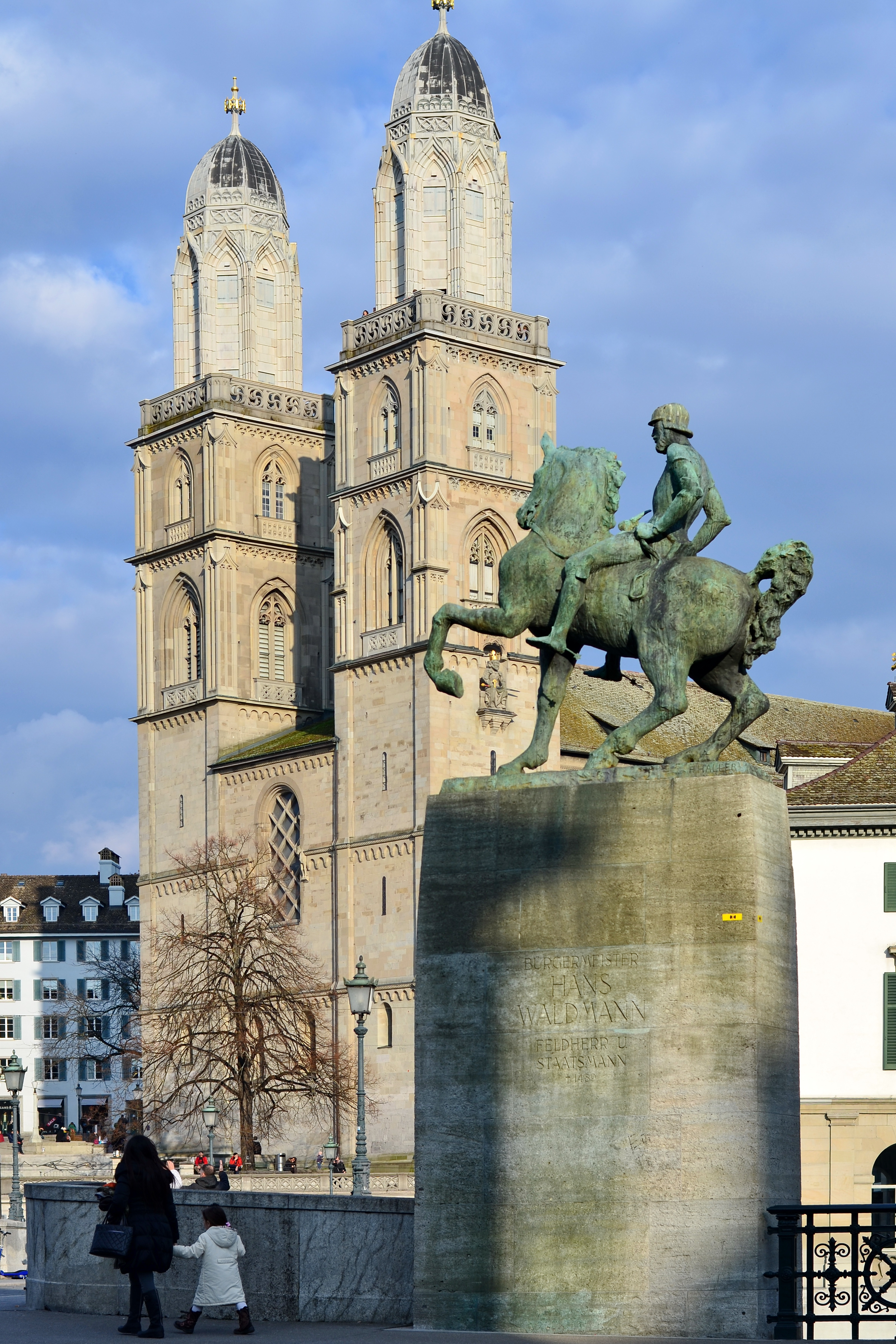
Памятник бургомистру Гансу Вальдманну

## Достопримечательности
- Цюрихская ратуша, построенная на острове на реке Лиммат в 1690 году, является собственностью кантона Цюрих. По понедельникам здесь заседает Совет кантона, а по средам — городской совет.
- Перед караульным помещением ратуши установлен первый в городе уличный фонарь. Поскольку ключи от городских ворот хранились именно здесь, после закрытия ворот на ночь ключи от города доставлялись темными переулками в ратушу, из-за чего потребовалось создание уличного освещения.
- В Зеркальном переулке стоит дом № 14, в котором жил В. И. Ленин во время своего пребывания в Цюрихе.
- В районе Линденхоф расположены церковь Святого Петра и бывший августинский монастырь с Большим собором (нем. Grossmünster).
- Перед Собором Богородицы (нем. Fraumünster) на левом берегу Лиммата установлена статуя бывшего бургомистра  Ганса Вальдманна.